# Balkivka, Murovani Kurîlivți
Balkivka (în ucraineană Балківка) este un sat în comuna Kurașivți din raionul Murovani Kurîlivți, regiunea Vinnița, Ucraina.

## Demografie
Componența lingvistică a localității Balkivka
     Ucraineană (100%)
Conform recensământului din 2001, toată populația localității Balkivka era vorbitoare de ucraineană (100%).